# Lista de conflitos envolvendo a China
Esta é uma lista de conflitos envolvendo a China.
| Conflito                                   | Combatente 1                                                            | Combatente 2                                               | Resultado                                                                               |
| ------------------------------------------ | ----------------------------------------------------------------------- | ---------------------------------------------------------- | --------------------------------------------------------------------------------------- |
| Guerra Imjin (1592-1598)                   | Coreia sob a dinastia Joseon China sob a dinastia Ming Jurchen Jianzhou | Japão sob Toyotomi Hideyoshi.                              | Vitória                                                                                 |
| Guerras do Ópio (1840-1850)                | Dinastia Qing                                                           | Reino Unido                                                | Derrota                                                                                 |
| Primeira Guerra Sino-Japonesa (1894-1895)  | Dinastia Qing                                                           | Império do Japão                                           | Derrota                                                                                 |
| Conflito Sino-Soviético (1929)             | República da China                                                      | União Soviética                                            | Derrota                                                                                 |
| Segunda Guerra Sino-japonesa (1937-1945)   | República da China                                                      | Império do Japão                                           | Vitória                                                                                 |
| Guerra da Coreia (1950-1953)               | Coreia do Norte · China · União Soviética                               | Coreia do Sul · Estados Unidos · Nova Zelândia · Austrália | Empate                                                                                  |
| Guerra Sino-Indiana (1962)                 | China                                                                   | Índia                                                      | Vitória                                                                                 |
| Guerra do Vietnã (1968-1970)               | Vietnã do Norte Apoiada: · China                                        | Estados Unidos · Vietnã do Sul                             | Vitória                                                                                 |
| Guerra Sino-Indiana (1967)                 | China                                                                   | Índia                                                      | Derrota                                                                                 |
| Conflito fronteiriço sino-soviético (1969) | China                                                                   | União Soviética                                            | Empate - Status quo ante bellum;                                                        |
| Guerra Sino-vietnamita (1979)              | China                                                                   | Vietnã                                                     | Empate - Status quo ante bellum; - Desgaste mútuo, não ocorreram mudanças territoriais. |